# Maceira (Fornos de Algodres)
Maceira is een plaats (freguesia) in de Portugese gemeente Fornos de Algodres en telt 277 inwoners (2001).